# Isili
Isili (sardinski: Ìsili) je grad i općina (comune) u pokrajini Južnoj Sardiniji u regiji Sardiniji, Italija. Nalazi se na nadmorskoj visini od 523 metra i ima 2 748 stanovnika.
 Prostire se na 67,84 km². Gustoća naseljenosti je 41 st/km².
Susjedne općine su: Gergei, Gesturi, Laconi, Nuragus, Nurallao, Nurri, Serri i Villanova Tulo.